# Mikuláš Dačický
Mikuláš Dačický z Heslova (né le 23 décembre 1555 à Kutná Hora, district de Chrudim, royaume de Bohême ; mort le 25 septembre 1626) était un écrivain et noble tchèque.

## Vie
Il venait de la famille noble de Dačický von Heslov. Sa vie était considérée comme dissolue. Malgré un héritage important, il mourut pauvre. Il était souvent reconnu coupable de bagarres et autres excès liés à l'alcool. Cela comprenait une condamnation pour le meurtre d'un membre de la famille Kolowrat de la lignée Novohradský (Novohradský z Kolovrat).

## Œuvres
Ses œuvres comprennent une collection de dictons proverbiaux et de dialogues satiriques. Il a également écrit une chronique familiale, bien que les débuts de la famille aient été décrits de manière imprécise et que seules les entrées les plus récentes aient été décrites plus en détail.
Le recueil de ses poèmes, publié en 1620 dans un volume intitulé La vérité pure et simple (Prostopravda), présente, dans un enchevêtrement désordonné de compositions hétérogènes, des vers allégoriques, mystiques et réalistes, imprégnés tantôt d'un esprit religieux et moralisateur, tantôt d'une ironie acerbe.